# Rhaphium sinense
Rhaphium sinense är en tvåvingeart som beskrevs av Negrobov 1979. Rhaphium sinense ingår i släktet Rhaphium och familjen styltflugor. Inga underarter finns listade i Catalogue of Life.